# Anomobryum spongiosum
Anomobryum spongiosum là một loài rêu trong họ Bryaceae. Loài này được Welw. & Duby A. Jaeger mô tả khoa học đầu tiên năm 1875.